# Ōjōyōshū
Ōjōyōshū (jap. 往生要集 Podstawy dotyczące odrodzenia w Czystej Ziemi) – trzytomowe dzieło napisane przez mnicha imieniem Genshin w 985 roku w Japonii. Autor spisał zbiór w okresie od 11 miesiąca kalendarza lunarnego roku 984 do 4 miesiąca roku 985. Przeważającą część dzieła stanowią cytaty z różnych sutr i traktatów dotyczących poszczególnych aspektów nauki Szkoły Czystej Ziemi. Ōjōyōshū szybko stało się jednym z najbardziej wpływowych tekstów religijnych swoich czasów. W zbiorze zawarto prawie tysiąc cytatów z ponad stu sześćdziesięciu różnych źródeł. Z tego względu uważa się, że chociaż spisanie dzieła zajęło tylko 6 miesięcy, musi ono być owocem wieloletniego gromadzenia materiałów. Pierwszy rozdział dzieła zawiera szczegółowe opisy sześciu światów, ośmiu z buddyjskich piekieł oraz tortur jakie byty czujące w nich przeżywają. Drugi, opis dziesięciu rozkoszy doświadczanych w Czystej Ziemi. Trzeci rozdział wykazuje wyższość dążenia do odrodzenia w Czystej Ziemi buddy Amidy nad innymi praktykami buddyzmu. Rozdziały od czwartego do dziesiątego zawierają szczegółową i systematyczną analizę nianfo oraz prawidłowych metod praktykowania go. 